# Гаджиев, Хабиб Гаджиевич
Хабиб Гаджиевич Гаджиев (1981, Махачкала, Дагестанская АССР, РСФСР, СССР) — российский тайбоксер, чемпион мира и России. 

## Спортивная карьера
Тайским боксом занимался с 1995 года. Является воспитанником махачкалинского ДГЦБИ и школы «Скорпион», занимался под руководством Зайналбека Зайналбекова. В декабре 2000 года в финале чемпионата России в Челябинске уступил Дмитрию Путилину из Екатеринбурга. В мае 2001 года в Сочи стал обладателем Кубка России.

## Достижения и награды
- Чемпионат Европы по тайскому боксу 2000 — ;
- Чемпионат мира по тайскому боксу 2001 — ;
- Чемпионат мира по тайскому боксу 2003 — ;
- Чемпионат мира по кикбоксингу 2003 — ;

## Личная жизнь
В 1998 году окончил среднюю школу № 10 в Махачкале. В 2005 году окончил Дагестанский государственный педагогический университет, спортивно-педагогический университет. Аварец по национальности.